# Newroz al Kurdistan
El Newroz o Nawroz (en kurd: نەورۆز) és la celebració del Nowruz, això és, l'arribada de la primavera i el cap d'any a la cultura del Kurdistan. L'encesa de fogueres la tarda del 21 de març és el principal símbol del Newroz entre el poble kurd.
En el zoroastrisme, el foc és un símbol de llum, bondat i purificació. La deïtat Angra Mainyu, l'antítesi demoníaca d'Ahura Mazda, va ser desafiada pels zoroastrians amb una gran foguera que simbolitzava el seu desafiament i odi al mal i a l'arxidimoni. En la tradició kurda, la festa celebra l'alliberament dels kurds del tirà i s'interpreta com una demostració de suport a la causa kurda. La celebració coincideix amb l'equinocci de primavera que sol ser el 21 de març i s'acostuma a celebrar entre el 18 i el 24 de març. La festa té un lloc destacat pel que fa a la identitat kurda. Tot i que les celebracions varien, les persones generalment es reuneixen per a donar la benvinguda a la primavera, porten roba tradicional acolorida, ballen i juguen, encenen focs i salten per sobre les fogueres.

## Mite
L'arribada de la primavera es celebra a Àsia Menor des del Neolític. L'arrel d'aquesta tradició es remunta a les antigues llegendes iranianes recollides pel científic Ad-Dinawarí, i és present també a Els prats d'or de l'historiador musulmà Al-Massudí, a El llibre dels reis, una obra poètica escrita pel poeta persa Firdawsí cap a l'any 1000 dC., i a Sharafnameh de l'historiador kurd medieval Xàraf Khan Bidlisi.
Zahhak, que és anomenat Zuhak pels kurds, va ser un malvat rei assiri que va conquerir el Gran Iran i va fer créixer serps de les seves espatlles. El govern de Zuhak va durar mil anys i el seu regnat pervers va fer que la primavera ja no arribés al Kurdistan. Durant aquell temps, dos joves eren sacrificats cada dia i els seus cervells eren oferts a les serps de Zuhak a fi d'alleujar-li el dolor. Això no obstant, l'home que s'encarregava de sacrificar els dos joves diàriament en matava només i barrejava els seus cervells amb els d'una ovella per a salvar l'altre home. A mesura que el descontentament creixia contra el govern de Zuhak, el noble Faridun va planejar una revolta que va ser liderada per Kāveh (en osset, Kurdalægon), un ferrer que havia perdut sis fills per culpa de Zuhak. Els joves que havien estat salvats del destí de ser sacrificats, que segons la llegenda eren avantpassats dels kurds, van ser entrenats per Kāveh en un exèrcit que va marxar cap al castell de Zuhak on Kāveh va matar els rei amb un martell. La tradició explica que Kāveh va incendiar els vessants dels turons per a celebrar la victòria i convocar els seus partidaris i la primavera va tornar l'endemà al Kurdistan.
El 20 de març es considera tradicionalment com el dia en què Kāveh va derrotar Zuhak. Aquesta llegenda serveix al poble kurd per a reivindicar la seva identitat i des d'aleshores l'encesa dels fogueres s'ha convertit en un símbol de llibertat.
Segons el geògraf otomà Evliya Çelebi, el sanjaq de Merkawe a Xahrizur, al sud-est del Kurdistan iraquià, porta el nom de Kāveh. El geògraf del segle XII Yaqut al-Hamawí esmenta Zor, fill de Zahhak, com a fundador de la famosa ciutat de Xahrizur.
A la dècada del 1930, el poeta kurd Taufik Abdullah, amb la voluntat d'inculcar un nou renaixement cultural kurd, va utilitzar una versió modificada de la història de Kāveh. Així, doncs, va connectar el mite amb el present, on la gent se sentia oprimida, amb el Newroz, recuperant la festa i convertint-la en un símbol de la lluita nacional kurda.

## Celebració

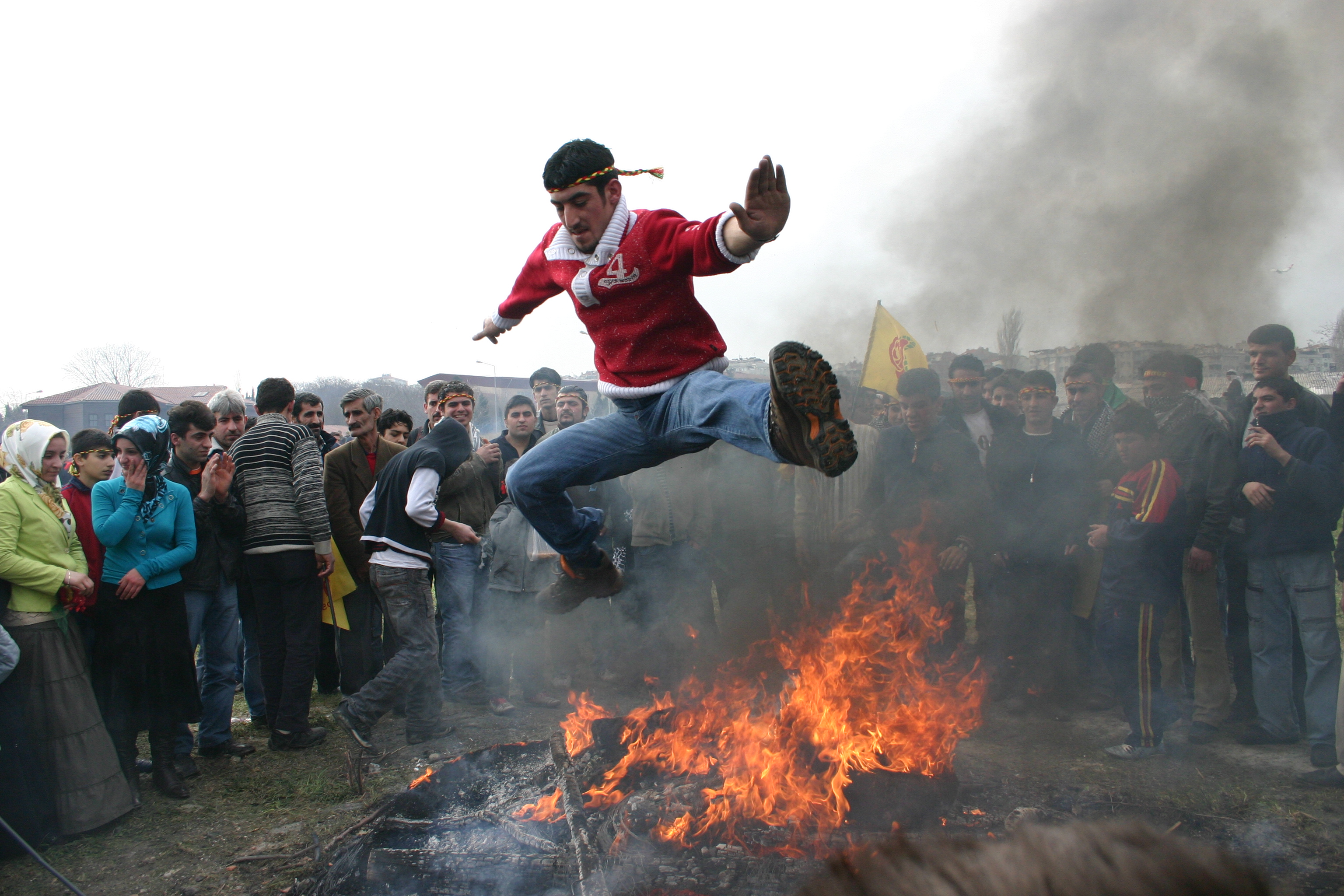
És tradició saltar les fogueres durant el Newroz

El Newroz és considerada la festivitat més important de la cultura kurda i és un moment de festa amb jocs, balls, reunions familiars, elaboració de menges especials i lectura de poesia. La celebració del Newroz té les seves peculiaritats en diferents regions del Kurdistan. La vigília de Newroz al sud i l'est del Kurdistan s'encenen fogueres. Aquests focs simbolitzen el pas de l'estació fosca, l'hivern, i l'arribada de la primavera, l'estació de la llum. El poeta kurd del segle XVII Ahmad Khani esmenta en un dels seus poemes com les persones, tant joves com ancianes, sortien de les seves cases i es reunien al camp per a celebrar Newroz.
L'estudiós armeni Mardiros Ananikian subratlla la naturalesa idèntica del Newroz i el cap d'any tradicional armeni, el Navasard, assenyalant que va ser només al segle XI que Navasard es va celebrar a finals d'estiu enlloc de principis de primavera. Afirma que el Newroz–Navasard «era una celebració agrícola relacionada amb la commemoració dels difunts […] i amb l'objectiu d'augmentar la pluja i les collites». El centre del Navasard armeni era la ciutat de Bagavan, el centre del culte al foc.

## Política

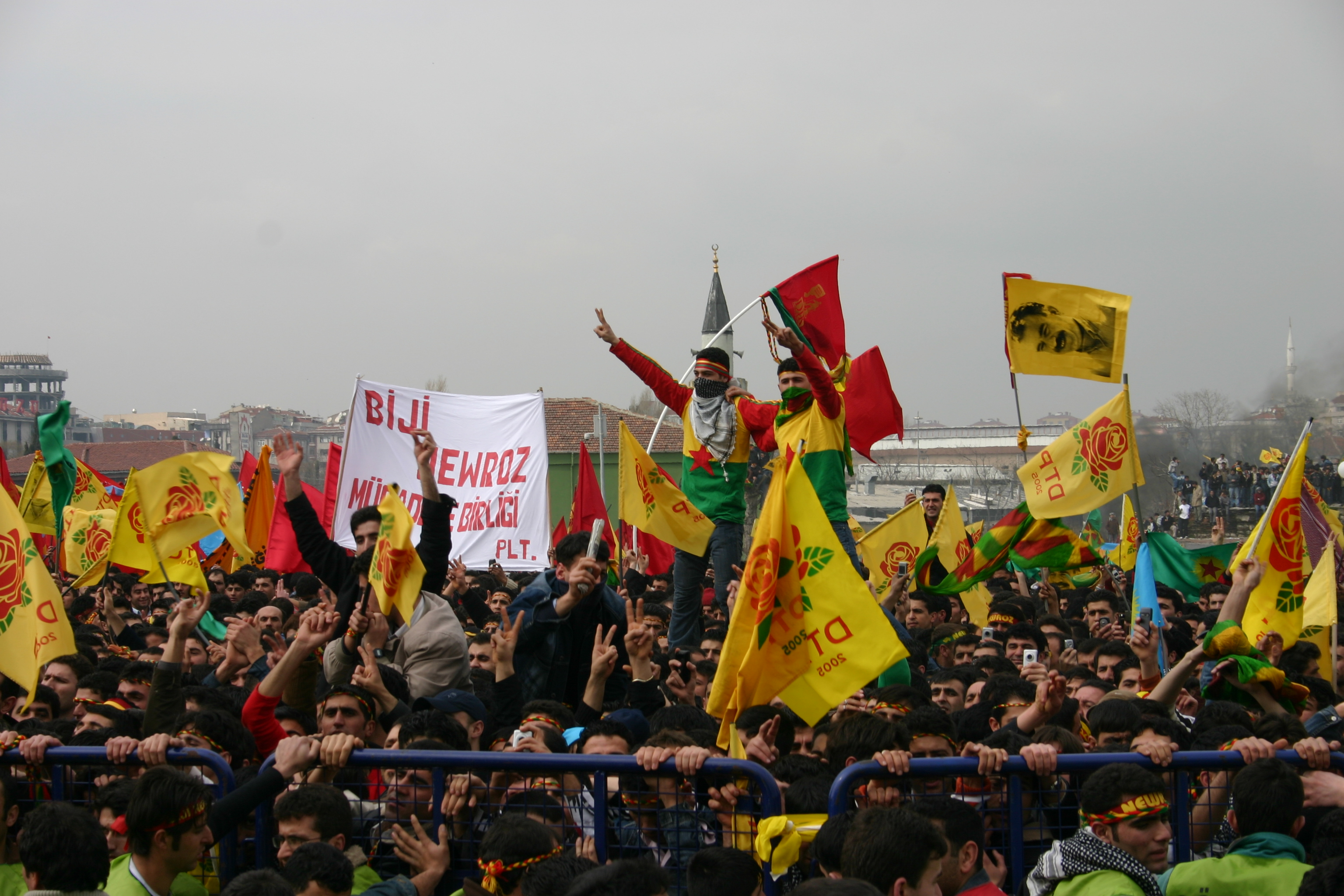
Newroz a Istanbul

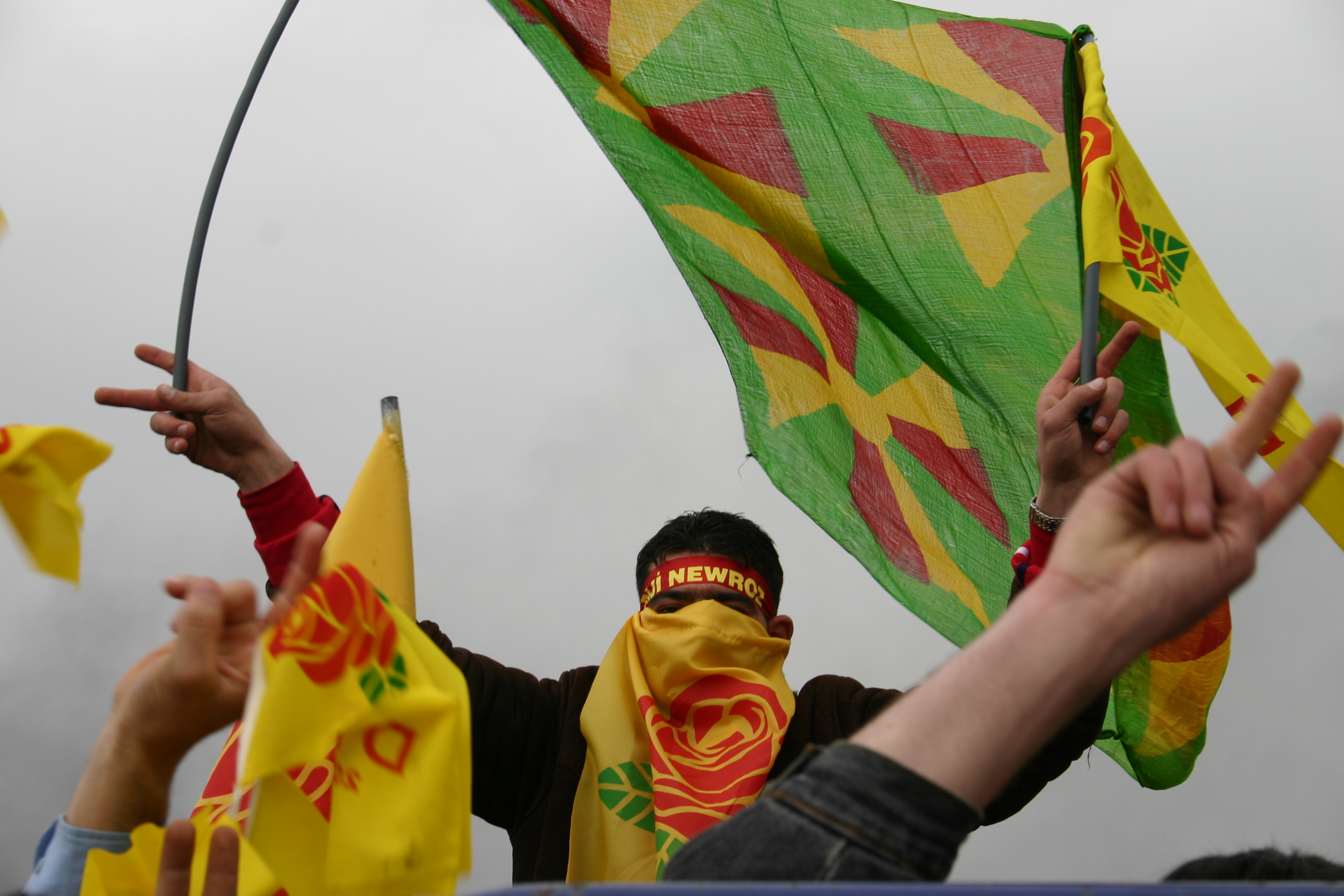
Newroz a Istanbul

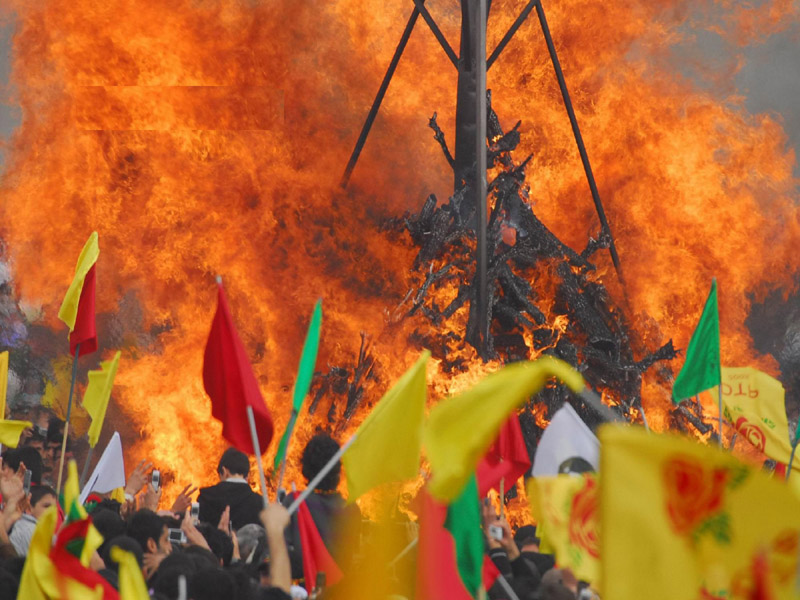
Newroz a Diyarbakır

La celebració kurda del Newroz ha pres cada vegada més rellevància des de la dècada del 1950, quan tant els kurds de l'Orient Mitjà com els de la diàspora a Europa van començar a adoptar-lo com a festivitat. Arran de la persecució de qualsevol expressió kurda a Turquia, el ressorgiment de la celebració del Newroz s'ha intensificat i polititzat i s'ha convertit en un símbol de la resurrecció nacional. Ja finals de la dècada del 1980, el Newroz s'associava «amb els intents d'expressar i ressuscitar» la identitat kurda.
El 1991, el ministre turc de Cultura, Namık Kemal Zeybek, va autoritzar de celebrar vacances pel Nowruz. Durant el lideratge del primer ministre Süleyman Demirel, Turquia va legalitzar la celebració del Nowruz, ortografiant-lo «Nevruz» i afirmant que els seus orígens es trobaven a Àsia central, en un intent de contrarestar l'augment del nacionalisme kurd. L'ús de l'ortografia kurda «Newroz» ha estat oficialment prohibit encara que és àmpliament utilitzat pels kurds i diversos diaris turcs van ser processats per aquest motiu. A les regions kurdes de Turquia, concretament a l'Anatòlia Oriental, però també a Istanbul i Ankara, els kurds es reuneixen i salten per sobre de les fogueres. Abans de la seva il·legalització, el Partit dels Treballadors del Kurdistan havia escollit la data del Newroz per a realitzar atacs i difondre la seva causa, fet que va portar a les forces armades turques a detenir milers de persones que eren sospitoses de donar suport als rebels kurds. Durant les celebracions del Newroz de 1992, més de 90 kurds van ser assassinats pel govern turc. El 2008, dos participants també van ser assassinats.
A Síria, els kurds es vesteixen amb el seu vestit nacional i celebren el nou any. Segons Human Rights Watch, els kurds sirians han hagut de lluitar per celebrar el Newroz que en el passat havia estat objecte de repressió violenta amb morts i detencions massives. El govern sirià tolera les celebracions del Newroz sempre que no esdevinguin manifestacions polítiques a favor de la causa kurda. Durant les celebracions del Newroz el 2008, les forces de seguretat sirianes van matar a trets tres kurds.
Els kurds de la diàspora també celebren el cap d'any: els kurds d'Austràlia celebren el Newroz no només com l'inici del nou any sinó també com a diada nacional kurda. Els kurds de Finlàndia celebren el cap d'any com una forma de demostrar el seu suport a la causa kurda. A Londres 25.000 persones van celebrar el Newroz el març de 2006.

## Literatura

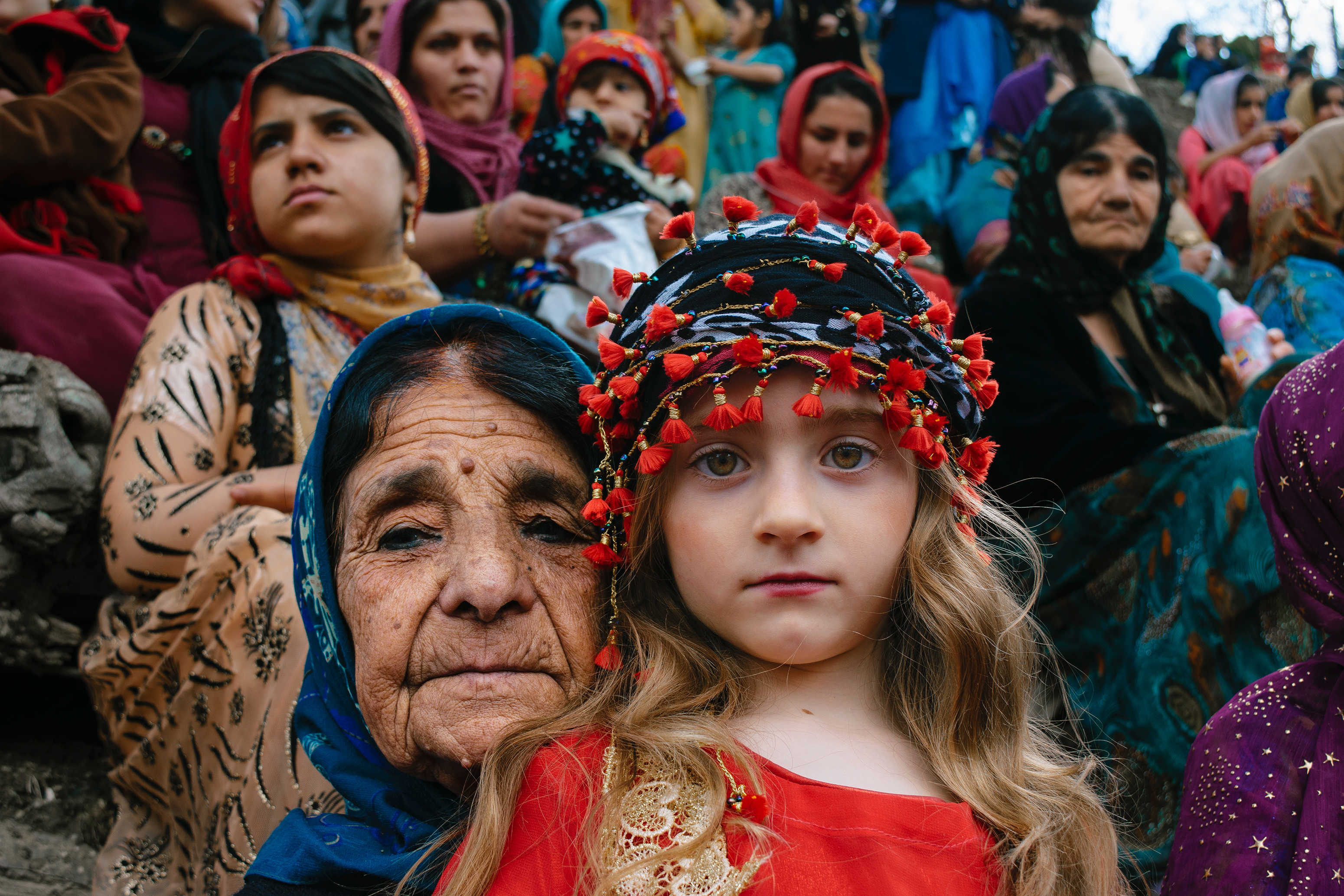
Família kurda a Bisaran

El Newroz ha estat esmentat en obres de nombrosos poetes, escriptors i músics kurds. Un dels registres més antics del Newroz a la literatura kurda és de Melayê Cizîrî (1570–1640):
Sense la llum i el foc de l'amor,

   sense el Dissenyador i el poder del Creador,
  no podem arribar a la Unió.
  (La llum és per a nosaltres i la fosca és la nit).
  Aquest foc massificant i rentant el cor,
  el meu cor ho reclama.
  I aquí arriba Newroz i l'any nou,

   quan una llum així s'aixeca.
El conegut poeta kurd Pîremêrd (1867–1950) va escriure el 1948 el poema Newroz:
El dia de cap d'any és avui. Newroz ha tornat.
Una antiga festa kurda, amb alegria i verdor.
Durant molts anys, la flor de les nostres esperances va ser atropellada,
la rosella de la primavera era la sang de la joventut, 
era aquell color roig a l'horitzó alt del poble kurd
que portava la feliç nova de l'alba a les nacions llunyanes i properes.
Va ser Newroz el que va impregnar els cors d'aquest foc,
això va fer que els joves rebessin la mort amb amor devot.
Visca! El sol brilla des de les altes muntanyes de la pàtria,
és la sang dels nostres màrtirs la que reflecteix l'horitzó.
No ha passat mai en la història de cap nació 
tenir els pits de les nenes com a escuts contra les bales.
No val la pena plorar i plorar pels màrtirs de la pàtria,

No moren. Viuen al cor de la nació. 

## Galeria

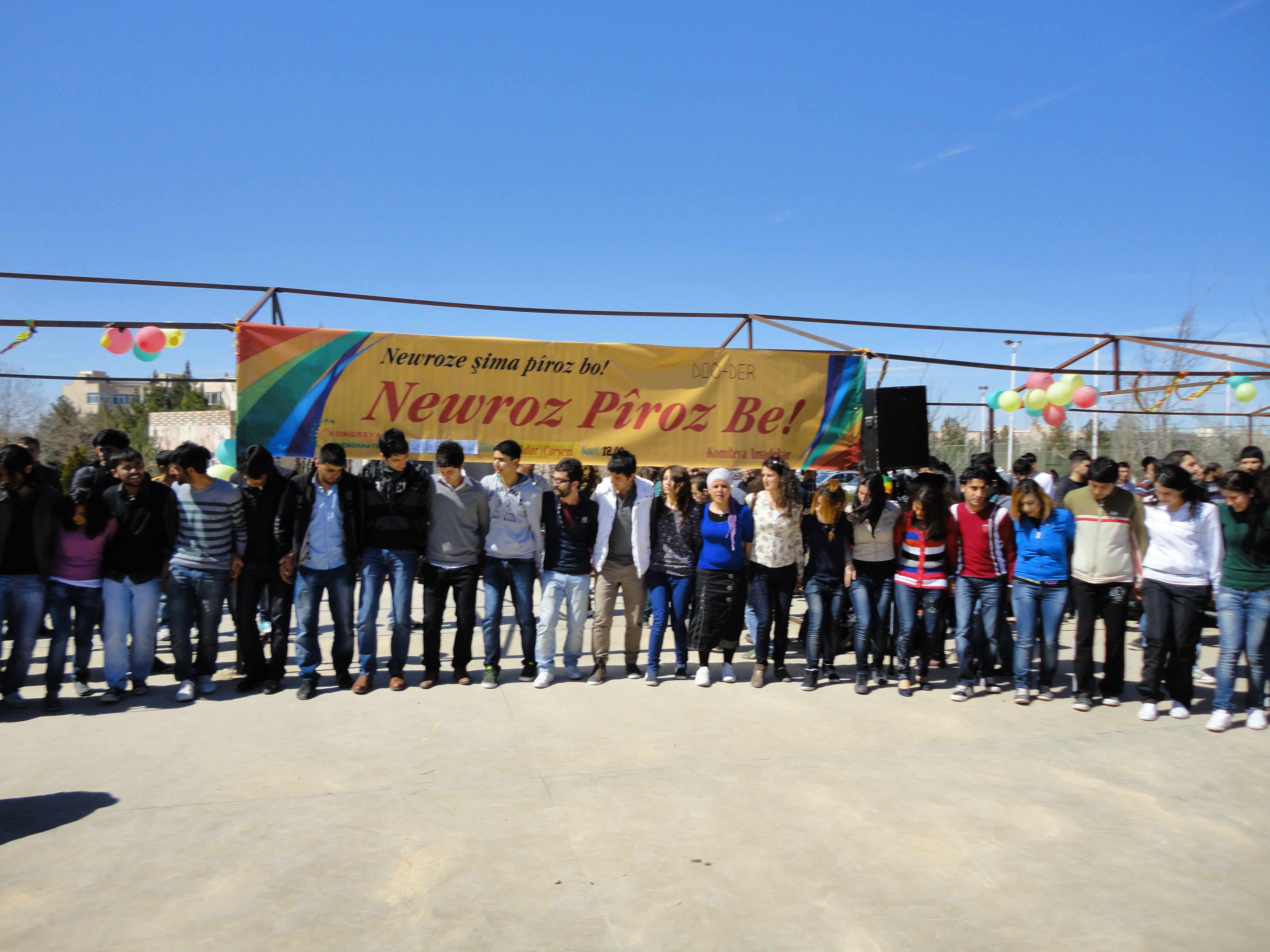
Estudiants dansant per celebrar el Newroz a la Universitat de Dicle
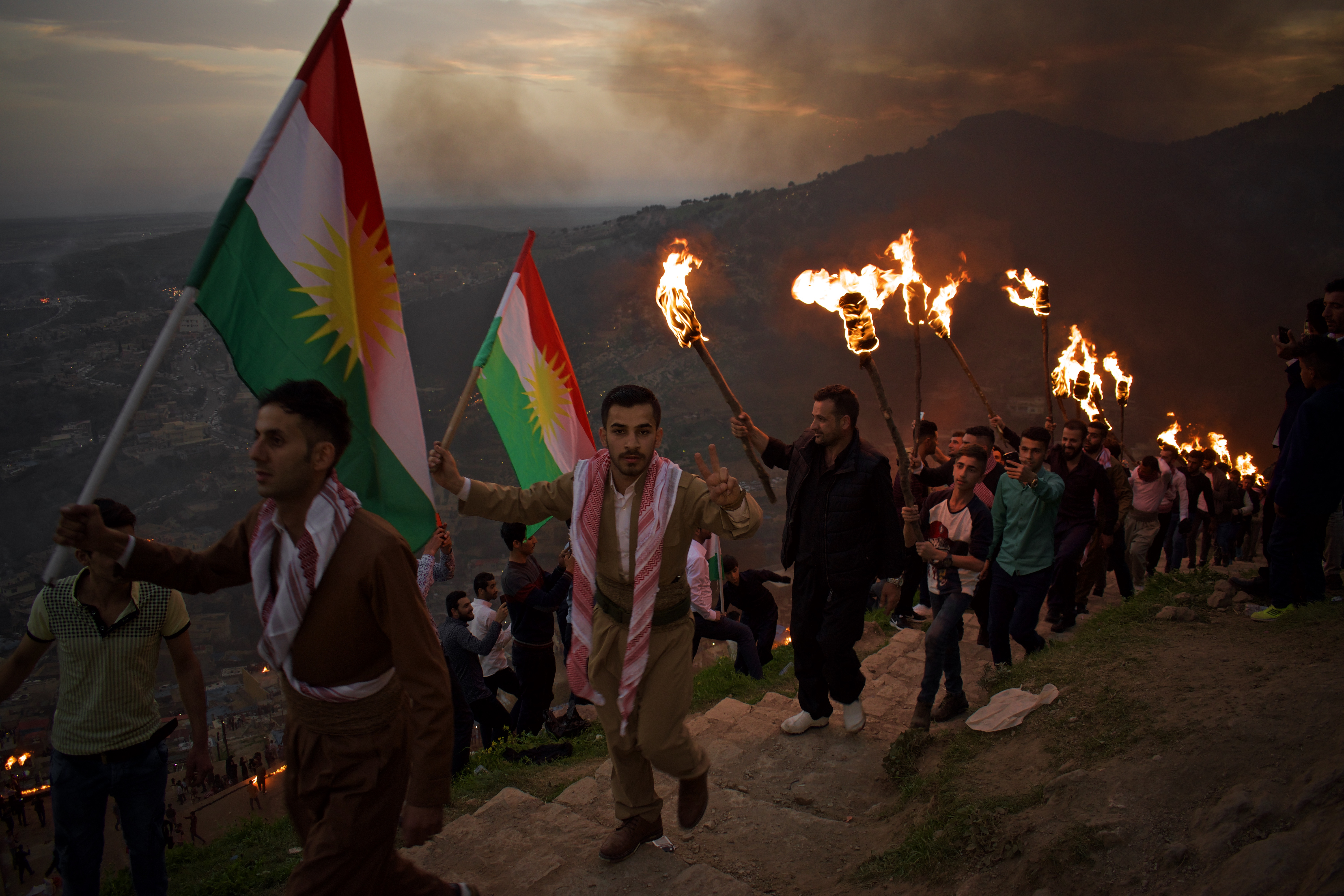
Newroz a Akre el 2018
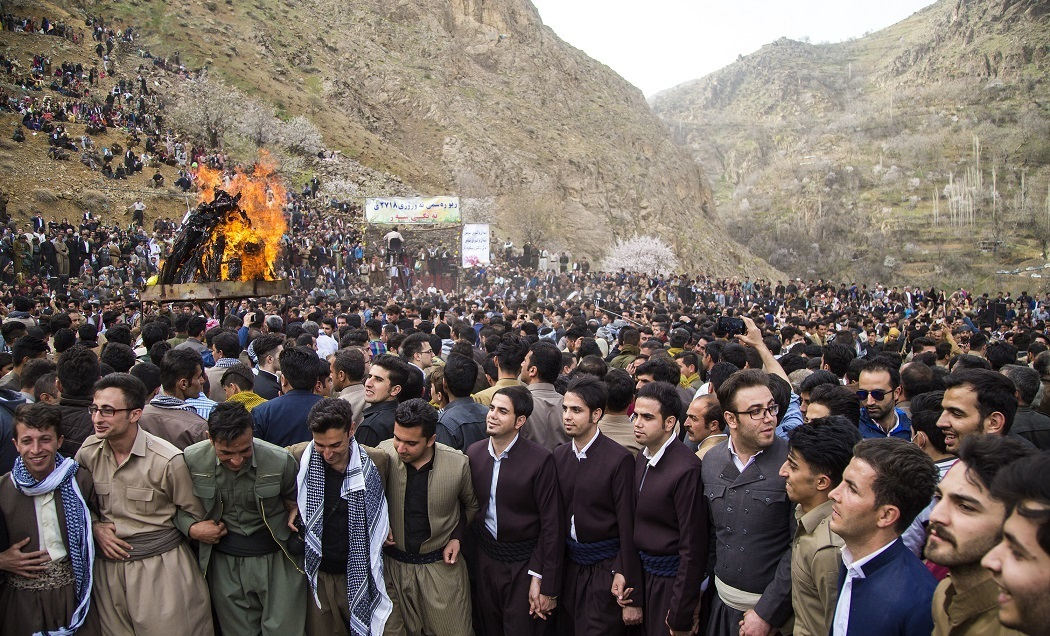
Newroz a Tangi Sar el 2018
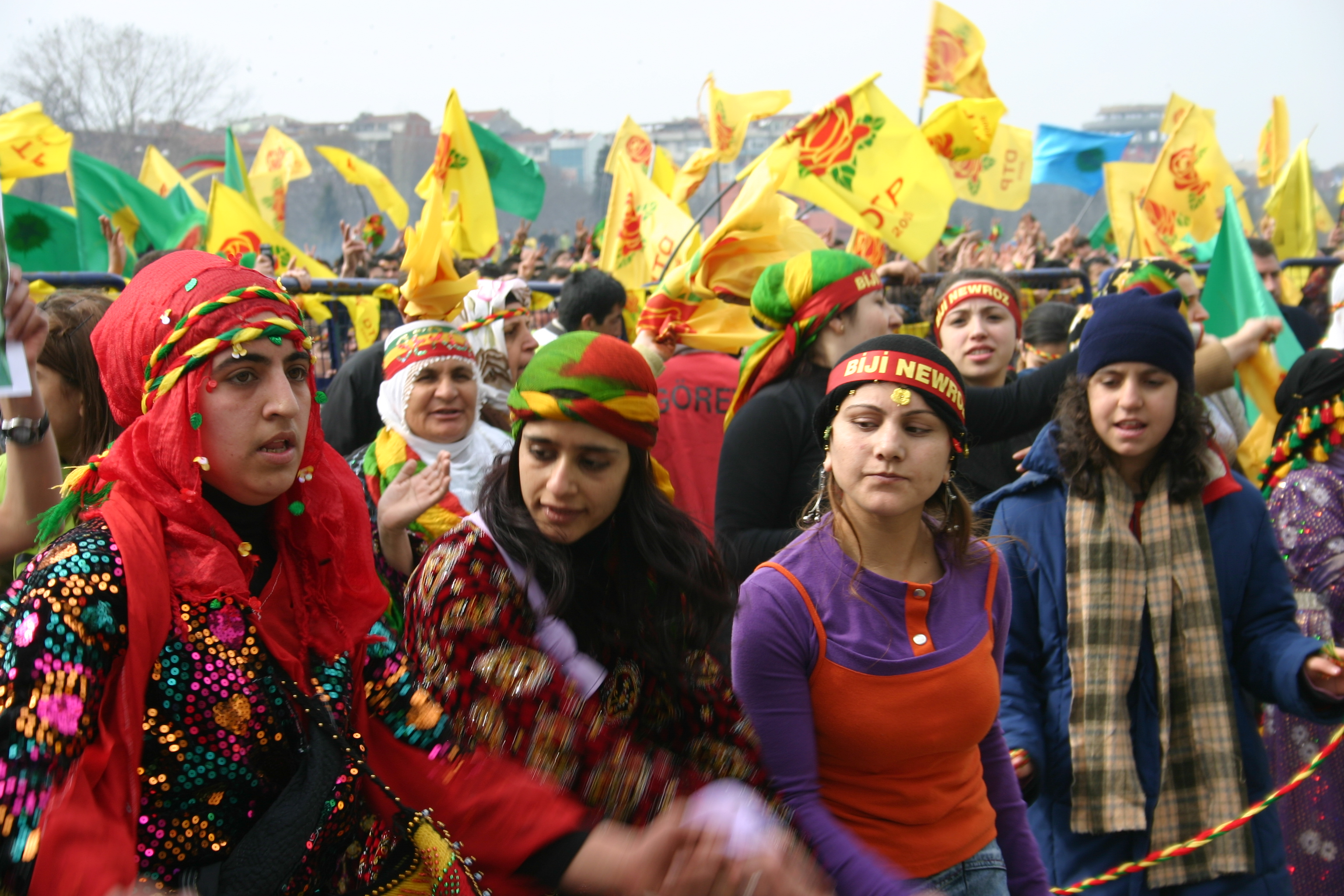
Newroz a Istanbul el 2006
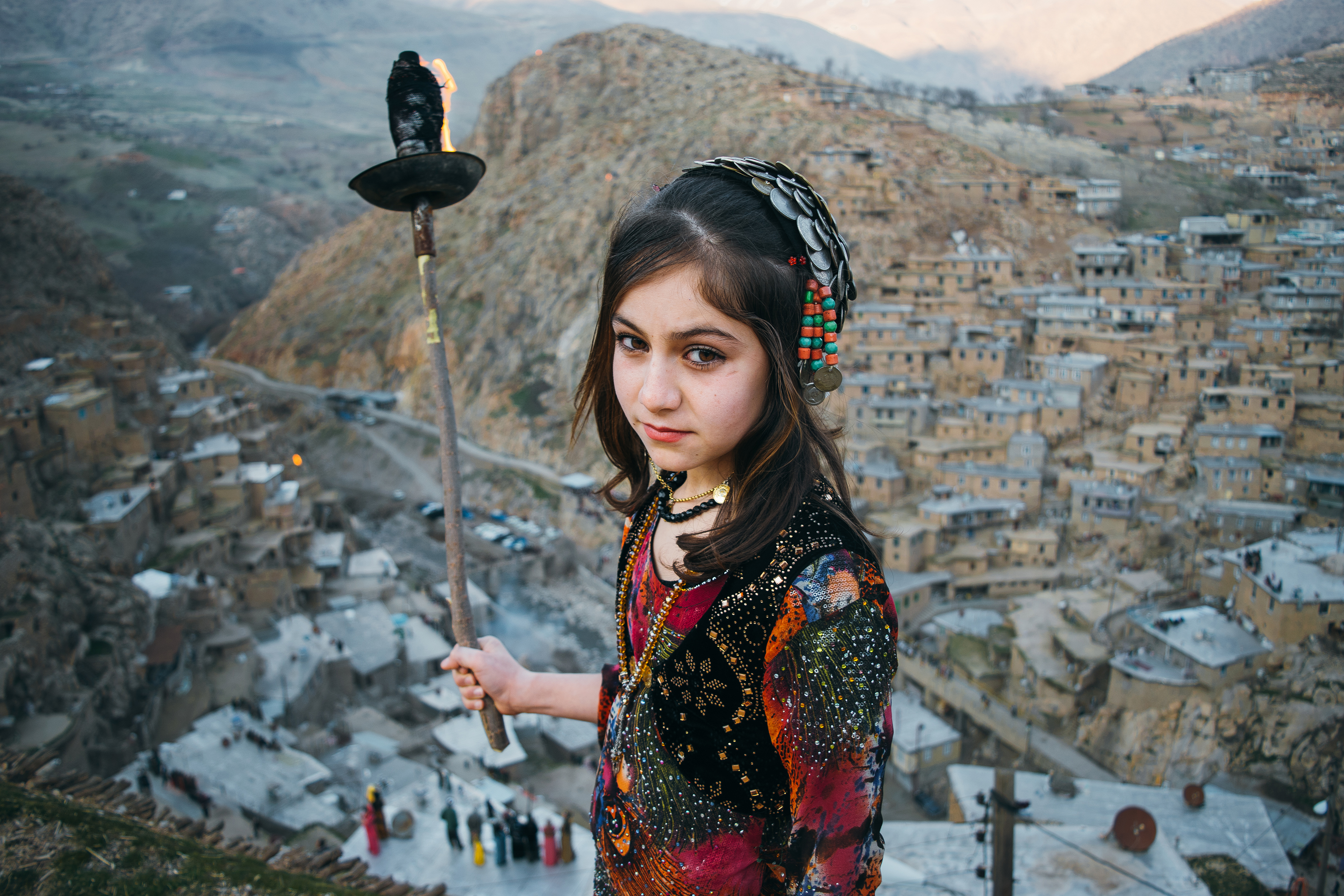
Una noia de Palangan es prepara per encendre el foc el Newroz de 2019
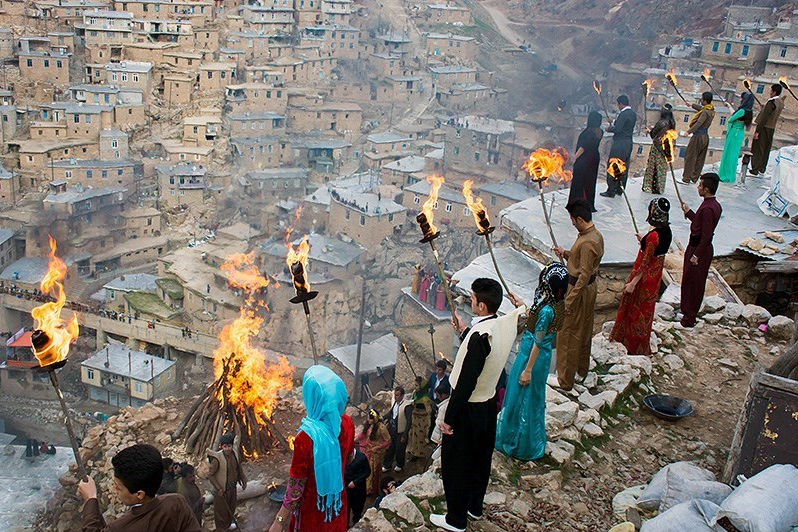
Newroz a Palangan